# 8.ª Conferência Nacional de Saúde
A 8ª Conferência Nacional de Saúde ocorreu entre 17 e 21 de março de 1986, em Brasília. Convocada pelo Ministério da Saúde, representou um marco histórico para a Saúde Pública brasileira, pois estabeleceu diretrizes para a reorganização do setor por meio de um sistema nacional de saúde único e descentralizado, que viria a ser aprovado na Assembleia Nacional Constituinte de 1987, dando origem ao Sistema Único de Saúde (SUS).
A conferência abordou três temas: saúde como direito, reformulação do Sistema Nacional de Saúde e financiamento do setor. Pela primeira vez, foi aberta a usuários, enquanto as anteriores eram restritas a parlamentares e autoridades. O movimento pela reforma sanitária, que ganhava força desde a década de 1970, fomentando a produção de pesquisas, práticas, reflexões e debates sobre a saúde no Brasil, estimulou a participação popular. Os cidadãos puderam discutir, previamente, os temas do encontro em suas comunidades, durante as pré-conferências estaduais e municipais, e eleger seus delegados para a convenção nacional. Ao todo, foram designados mil delegados com direito a voto. Organizações da sociedade civil e outros cidadãos também puderam participar como observadores, reunindo cerca de 4 mil pessoas no total.
O relatório final da conferência apresentou proposições encaminhadas aos constituintes para orientar a formulação dos dispositivos constitucionais, bem como das leis posteriores. Foram algumas das diretrizes estabelecidas na conferência: a adoção de um conceito ampliado de saúde; o estabelecimento da saúde como direito do cidadão e responsabilidade do Estado; a criação de um sistema nacional de saúde, o Sistema Único de Saúde, desvinculado do Ministério da Previdência, com gestão descentralizada, acesso universal, controle social e financiamento público.